# Битва при Ниве
Битва при Ниве, или битвы при Ниве (9 — 13 декабря 1813 года) произошли в конце Пиренейских войн. Англо-португальская и испанская армии Артура Уэлсли, маркиза Веллингтона, победили французскую армию маршала Никола Сульта в серии сражений под городом Байонна.
В течение большей части битвы Веллингтон оставался с резервом, поручив командование своим старшим генерал-лейтенантам Роланду Хиллу и Джону Хоупу, что было необычно для него.

## Предыстория
Армия Веллингтона успешно вытеснила французскую армию из Испании через Пиренеи на юго-запад Франции. После поражения при Нивеле маршал Сульт отступил к оборонительной линии к югу от города Байонна вдоль рек Адур и Нив.
Эти реки вместе с Бискайским заливом образуют возле Байонна некое подобие греческой буквы «пи» (π). Левая вертикальная палочка — берег моря, правая — Нив, а перекладина — Адур. Байонна находится там, где Нив соединяется с Адуром. Первоначально армия Веллингтона была ограничена территорией между Бискайским заливом и Нив. Чтобы освободить место для манёвра, британскому генералу пришлось расположить свою армию на восточном берегу Нива. Проблема Веллингтона заключалась в том, что, разделив два крыла своей армии, он предоставлял противнику возможность разбить их поодиночке. Сульт, являвшийся опытным стратегом, понял это и попытался воспользоваться ситуацией. Перемещая свою армию через укреплённый город Байонна, Сульт мог легко перебросить её с одного берега Нивы на другой.

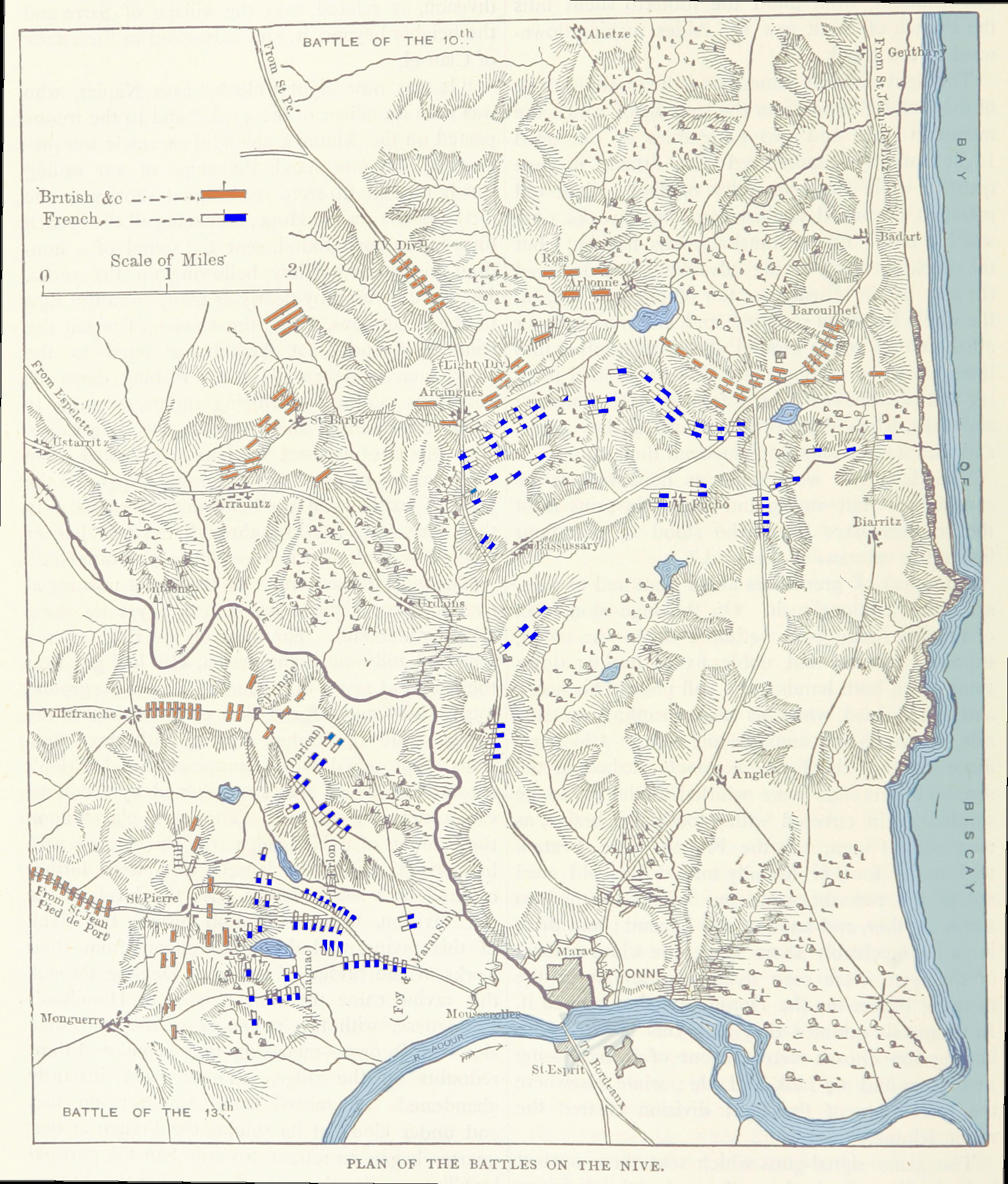
Карта битвы при Ниве.

## Битва при Ниве
Несмотря на плохую погоду, 9 декабря Хилл повёл 5 англо-португальских дивизий (2-ю, 3-ю, 6-ю, португальскую и испанскую дивизии Пабло Морильо) на восточный берег Нива близ Юстариса. Тем временем остальные британские войска под командованием Хоупа (1-я, 5-я и лёгкая дивизии, независимые португальские бригады Томаса Брэдфорда и Александра Кэмпбелла, британская бригада лорда Эйлмера и одна бригада 7-й дивизии) начали диверсионные атаки в сторону Байонна на западном берегу Нива. Резерв Веллингтона включал в себя 4-ю и 7-ю дивизии. В ходе этих операций погибло около 630 человек.
На следующий день Сульт начал контрнаступление на Хоупа с восемью дивизиями, и, несмотря на несколько яростных атак, британская линия держалась до тех пор, пока не была усилена войсками, подошедшими из Сен-Жан-де-Люз.
Правый фланг Хоупа удерживала на мосту Урден одна бригада 7-й дивизии. Лёгкая дивизия Карла фон Альтена защищала центр возле Басюсарри. Левый фланг к северу от Барруаля удерживали независимые португальские бригады Брэдфорда и Кэмпбелла, под общим командованием Джона Уилсона. Покрытая оврагами местность вынудила французов использовать эти три коридора для атаки. 5-я дивизия находилась в трёх милях позади, а 1-я дивизия и независимая британская бригада лорда Эйлмера находились в десяти милях. Хотя Веллингтон приказал воздвигнуть укрепления, Хоуп не стал этого делать.
Игнорируя неприступную позицию на мосту Урдена, Сульт направил пять дивизий под командованием Бертрана Клозеля на Басюссари и три дивизии во главе с Оноре Шарлем Реем на Барруаль. Четыре дивизии, возглавлявшие атаку, были свежими, в то время как вспомогательные войска были несколько потрёпаны в перестрелках с войсками Хилла.
Линия форпоста Лёгкой дивизии вовремя заметила приближающуюся атаку, хотя 50 человек были отрезаны и захвачены в плен. Французское наступление вскоре достигло хребта Арканг, увенчанного замком и церковью. После того, как 4000 человек из Лёгкой дивизии без особых проблем отразили первую атаку, Клозель устроил безрезультатный артобстрел и начал атаковать плотно сомкнутые ряды союзников. Бригада Эйлмера прибыла около 2 часов дня.
Пикет на левом фланге Хоупа был быстро разбит атакой Рея, и 200 человек были захвачены в плен. По большей части португальцы держались стойко, но одно подразделение было сломлено французской кавалерией. Пробившись с боем обратно в Барруаль, португальцы стали удерживать деревню и ожидать подкрепления. Прибыла 5-я дивизия, но из-за накладок у неё было мало боеприпасов.
Сульт послал резервную дивизию Эжен-Казимира Вийята из Байонна и одну дивизию Клозеля, чтобы помочь атаке Рея. После нескольких часов тяжёлых боёв он приказал в последний раз идти в атаку. Французы пробились к дому мэра Барруаля, а французские стрелки ранили и почти захватили Хоупа. Однако в этот момент подошла 1-я дивизия, и вскоре Сульту пришлось отозвать свои войска.
Ночью армия Сульта сильно поредела после того, как два батальона из Нассау и франкфуртский батальон, узнав о результате битвы при Лейпциге в прошлом месяце, в полном составе перешли от французов к союзникам. Третий батальон из Бадена, который не присоединился к дезертирам, был разоружён на следующий день. В результате французы потеряли 2000 пехотинцев. Бегство было организовано принцем Оранским через его династические связи с Нассау.
Обе стороны потеряли около 1600 солдат, прежде чем Сульт прекратил штурм. Из них англичане потеряли 500 пленными, что является самым большим количеством пленных за один день боёв под руководством Веллингтона. 10 декабря Клозель вёл достаточно вялые боевые действия. В течение следующих двух дней произошло несколько спорадических столкновений, однако ни одна из сторон не была готова начать полномасштабную атаку.

## Битва при Сен-Пьере
В ночь на 12 декабря временный понтонный мост через Нив в Вильфранке был смыт. Это изолировало 14 000 человек Хилла и 10 орудий на восточном берегу реки в тот самый момент, когда французы реорганизовались для штурма. Ближайший мост был в Юстарисе, а это означало, что теперь резерву надо было пройти втрое большую дистанцию.
Пользуясь случаем, Сульт быстро перебросил шесть дивизий и 22 орудия на восточный берег Нива и атаковал Хилла. Хотя его несколько задержали заторы на мосту через Адур, атака Сульта на британские позиции на гребне вокруг Сен-Пьер-д’Ирюба заставила одного британского подполковника бежать с поля битвы вместе со своим батальоном (1-й батальон 3-го пехотного полка). Войска Сульта превосходили по численности силы Хилла в три раза. Удерживая позицию между деревней Пети Мугер и Нивом, союзники провели несколько часов в упорной борьбе. Хилл в полной мере проявил свои способности, умело используя свой немногочисленный резерв и поддерживая боевой дух в войсках.
Однако после прибытия к союзникам подкрепления под командованием Веллингтона французские войска отказались продолжать атаку. Почти открытый мятеж заставил Сульта неохотно отступить в Байонна, потеряв 3000 человек; англо-португальские потери составили 1750 человек. Командующий армией союзников подъехал к своему подчинённому и поздравил его: «Хилл, это ваш день».

## Результат битвы
Штормы и проливной дождь в течение двух месяцев препятствовали дальнейшим действиям. В конечном счёте, между 23 и 27 февраля Веллингтон отрезал Байонну, пересеча устье Адура к западу от города. Оставив Хоупа блокировать 17-тысячный французский гарнизон, Веллингтон неустанно преследовал Сульта и остальную часть его армии.

## Партизанская война
Веллингтон очень боялся начала партизанской войны французского народа против его солдат. Он помнил, что после Нивельской битвы испанские войска предались грабежу французских мирных жителей. Соответственно, он изо всех сил старался отправить большинство своих испанских подразделений обратно на родину, справедливо опасаясь, что они будут вести себя с французским гражданским населением так же жестоко, как вела себя армия Наполеона с испанскими гражданам. Поначалу через границу было переведено только подразделение Пабло Морильо, поскольку что оно зависело от британских линий снабжения. Как и в Испании, Веллингтон жестоко наказывал любого британского солдата, пойманного при мародёрстве.
Однако вскоре выяснилось, что французские войска, закалённые годами грабежа иностранных граждан, начали грабить своих соотечественников. Ситуация усугублялась тем, что, несмотря на французское гражданство, на юге и востоке от Байонна в основном проживали баски, зачастую не говорящие и не понимающие по-французски. Сульт пытался справиться с грабежами, вешая мародёров и даже застрелив капитана, имевшего множество наград, но так и не смог их остановить. Как отметил один историк, «гражданские вскоре пришли к выводу, что только быстрая победа союзников может спасти их». Следовательно, Веллингтон мог не бояться действий французских партизан.

## Комментарий
Стратегически Сульт действовал великолепно. Дважды он атаковал изолированные союзные войска сильно превосходящими противника силами. Впрочем, его тактические решения оставляли желать лучшего. Веллингтона можно критиковать за то, что он не ожидал шагов Сульта и был далеко от линии фронта в обоих сражениях. Веллингтон позже сказал: «Я скажу вам, в чём разница между Сультом и мной: когда он попадает в затруднительное положение, его войска не помогают ему из него выбраться; а мои всегда мне помогают».

## Название
Действие 9—12 декабря называются битвой при Ниве, в то время как оборонительное сражение Хилла 13 декабря известно как битва при Сен-Пьере, а весь этот период собирательно называют битвы при Ниве.
В Encyclopaedia Britannica (1911) статья о Пиренейской войне называет эти действия сражения до Байонна, или Битвы при Ниве (10-13 декабря 1813 года).

## Использованные источники
- Hay, Mark Edward (March 2015), The Légion Hollandaise d'Orange. Dynastic networks, coalition warfare and the formation of the modern Netherlands, 1813-14, Dutch Crossing, vol. 39, pp. 26–53
- Oman, Sir Charles William Chadwick (1930), A History of the Peninsular War: August 1813 – April 14 1814., vol. VII, Oxford: Clarendon Press, p. 335
- Robinson, Charles Walker (1911), Peninsular War , in Chisholm, Hugh (ed.), Encyclopædia Britannica, vol. 21 (11th ed.), Cambridge University Press, p. 96
- Smith, Digby (1998), The Napoleonic Wars Data Book, London: Greenhill, ISBN 1-85367-276-9

## Для дальнейшего чтения
- Chandler, David (1999), Dictionary of the Napoleonic Wars, Wordsworth Editions. ISBN 1-84022-203-4
- Longford, Elizabeth (1998), Wellington: The Years of the Sword, Panther Books Ltd., 1971. ISBN 0-586-03548-6